# Державна служба гірничого нагляду та промислової безпеки України
Держа́вна слу́жба гірни́чого на́гляду та промисло́вої безпе́ки Украї́ни (Держгірпромна́гляд Украї́ни) — до 10 вересня 2014 р. — колишній центральний орган виконавчої влади, діяльність якого спрямовувалася і координувалася Кабінетом Міністрів України через Державну службу з надзвичайних ситуацій України.
Держгірпромнагляд України входив до системи органів виконавчої влади та забезпечував реалізацію державної політики з
- промислової безпеки,
- охорони праці,
- державного гірничого нагляду,
- охорони надр
- державного регулювання у сфері безпечного поводження з вибуховими матеріалами промислового призначення.

Держгірпромнагляд України у своїй діяльності керувався Конституцією та законами України, актами Президента України та Кабінету Міністрів України, наказами Міністерства надзвичайних ситуацій України (МНС України), іншими актами законодавства України, дорученнями Президента України та Міністра.
10 вересня 2014 р. було прийнято Постанову Кабінету Міністрів України № 442, якою реорганізовано Державну службу гірничого нагляду та промислової безпеки України і Державну інспекцію України з питань праці (Держпраці) шляхом утворення Державної служби України з питань праці.